# Ralph Hirschmann
Ralph Franz Hirschmann (* 6. Mai 1922 in Fürth; † 20. Juni 2009 in Lansdale, Pennsylvania) war ein US-amerikanischer Chemiker.

## Leben und Werk
Ralph F. Hirschmann wurde als Sohn von Carl und Alice Hirschmann, geb. Büchenbacher geboren. 1937 flohen sie aus Deutschland in die USA, wo er 1943 seinen Bachelor am Oberlin College machte. Von 1943 bis 1946 leistete er seinen Dienst bei den Streitkräften der Vereinigten Staaten von Amerika. Anschließend machte er seinen Master (1948) und promovierte (1950) bei William S. Johnson an der University of Wisconsin–Madison mit der Arbeit A new synthesis of the 6-methoxy-17-equilenones: some related stereochemical considerations, synthesis of 5-substituted-1-methyl-2-vinyl-1-cyclohexenes. Dann wechselte er als pharmazeutischer Forscher zu Merck & Co., Inc., wo er bald führender Kopf in der Protein- und Peptidmimetika-Forschung wurde und mit seiner Gruppe viele Medikamente entwickeln konnte, darunter Mevacor, Proscar, Primaxin und Ivermectin. 1987 wurde er Forschungsprofessor an der University of Pennsylvania. Daneben war er von 1987 bis 1999 Universitätsprofessor an der Medical University of South Carolina. Seit 1994 war er Makineni-Professor für bioorganische Chemie in Pennsylvania. 2006 wurde er emeritiert.
Hirschmann heiratete am 9. März 1951 Lucy Marguerite Aliminosa, mit der er zwei Kinder hatte: Ralph F. Hirschmann und Carla M. Hirschmann Hummel.
Am 20. Juni 2009 starb Hirschmann mit 87 Jahren in Lansdale, Pennsylvania, USA.
Ihm zu Ehren wird seit 1990 von der American Chemical Society jährlich der Ralph F. Hirschmann Award in Peptide Chemistry für herausragende Beiträge auf dem Gebiet der Chemie der Peptide vergeben. Er wird von der Forschungsabteilung von Merck (MSD Sharp & Dohme) gefördert und ist mit 5.000 US-Dollar dotiert.

## Veröffentlichungen
Hirschmann veröffentlichte mehr als 150 wissenschaftliche Arbeiten und war an nahezu 100 Patenten beteiligt.
- mit C. F. Hiskey und N. L. Wendler: Rearrangement of the Steroid C/D Rings. In: Journal of the American Chemical Society. Band 75, 1953, S. 5135.
- mit N. G. Steinberg, P. Buchschacher, J. H. Fried, G. J. Kent, M. Tishler und S. L. Steelman: Synthesis and Structure of Steroidal 4-Pregneno[3,2-c]-pyrazoles. A Novel Class of Potent Anti-Inflammatory Steroids. In: Journal of the American Chemical Society. Band 85, 1963, S. 120–122.
- mit R. G. Strachan, P. Buchschacher, L. H. Sarett, S. L. Steelman und R. Silber: Approach to an Improved Anti-Inflammatory Steroid. Synthesis of 11β,17-Dihydroxy-3,20-dioxo-1,4-pregnadien-21-yl 2-Acetamido-2-deoxy-β-D-glucopyranoside. In: Journal of the American Chemical Society. Band 86, 1964, S. 3903–3904.
- mit R. F. Nutt, D. F. Veber, R. A. Vitali, S. L. Varga, T. A. Jacob, F. W. Holly, R. Denkewalter et al.: Studies on the Total Synthesis of an Enzyme: I. Objective & Strategy; II. Synthesis of a Protected Tetratetracontapeptide Corresponding to the 21–64 Sequence of Ribonuclease A; III. Synthesis of a Protected Hexacontapeptide Corresponding to the 65–124 Sequence of Ribonuclease A; IV. Some Factors Affecting the Conversion of Protected S-Protein to Ribonuclease S'; V. The Preparation of Enzymatically Active Material. In: Journal of the American Chemical Society. Band 91, 1969, S. 502–508.
- mit D. F. Veber, F. W. Holly, W. J. Paleveda, R. F. Nutt, S. J. Bergstrand, M. L. Torchiana, M. S. Glitzer und R. Saperstein: Conformationally Restricted Bicyclic Analogs of Somatostatin. In: Proceedings of the National Academy of Sciences. Band 75, 1978, S. 2636–2640.
- mit D. B. Smithrud, P. A. Benkovic, S. J. Benkovic, C. M. Taylor, K. M. Yager, J. Witherington, B. W. Phillips, P. A. Sprengeler und A. B. Smith, III: Investigations of an Antibody Ligase. In: Journal of the American Chemical Society. Band 119, 1997, S. 278–282.
- mit A. B. Smith, III, A. Pasternak, W. Yao, P. A. Sprengeler, M. K. Holloway, L. C. Kuo, Z. Chen, P. L. Darke und W. A. Schleif: An Orally Bioavailable Pyrrolinone Inhibitor of HIV-1 Protease: Computational Analysis and X-Ray Crystal Structure of the Enzyme Complex. In: Journal of Medicinal Chemistry. Band 40, 1997, S. 2440–2444.
- mit J. Hynes, Jr., M. A. Cichy-Knight, R. D. van Rijn, P. A. Sprengeler, P. G. Spoors, W. Shakespeare, S. Pietranico-Cole, J. Barbosa, W. Yao, S. Rohrer und A.B. Smith, III: Modulation of Receptor and Receptor Subtype Affinities Using Diastereomeric and Enantiomeric Monosaccharide Scaffolds as a Means to Structural and Biological Diversity. A New Route to Ether Synthesis. In: Journal of Medicinal chemistry. Band 41, 1998, S. 1382–1391.
- mit J. Liu, D. Underwood, M. A. Cascieri, S. P. Rohrer, L-D. Cantin, G. Chicchi und A. B. Smith, III: Synthesis of a Substance P Antagonist with a Somatostatin Scaffold: Factors Affecting Agonism/Antagonism at GPCRs and the Role of Pseudosymmetry. In: Journal of Medicinal chemistry. Band 43, 2000, S. 3827–3831.
- mit L. Abrous, J. Hynes, Jr., S. R. Friedrich und A. B. Smith, III: Design and Synthesis of Novel Scaffolds for Drug Discovery: Hybrids of β-D-Glucose with 1,2,3,4-Tetrahydro-benzo[e][1,4]diazepin-5-one, the Corresponding 1-Oxazepine, and 2- and 4-Pyridyldiazepines. In: Organic letters. Band 3, 2001, S. 1089–1092.
- mit V. Prasad, E. T. Birzin, C. T. McVaugh, R. D. van Rijn, S. P. Rohrer, G. Chicchi, D. J. Underwood, E. R. Thornton, A. B. Smith, III: Effects of Heterocyclic Aromatic Substituents on Binding Affinities at Two Distinct Sites of Somatostatin Receptors. Correlation with the Electrostatic Potential of the Substituents. In: Journal of Medicinal chemistry. Band 46, 2003, S. 1858–1869.

## Preise
- 1983 Alan E. Pierce Award, heute R. Bruce Merrifield Award (American Peptide Society)
- 1986 Medicinal Chemistry Award (American Chemical Society)
- 1988 Nichols Medal
- 1992 Chemical Pioneer Award (American Institute of Chemists)
- 1993 Max-Bergmann-Medaille
- 1993 Microbial Chemistry Medal (Kitasato Institute, Japan)
- 1994 Alfred Burger Award in Medicinal Chemistry (American Chemical Society)
- 1994 Carothers Award (American Chemical Society, Delaware Section)
- 1996 Padmavathy and Noth Guthikonda Memorial Award (Columbia University)
- 1996 Josef Rudinger Memorial Award (European Peptide Society)
- 1996 Research Achievement Award in medical and natural product chemistry (American Association of Pharmaceutical Scientists)
- 1996 Club Award (Philadelphia Organic Chemists)
- 1999 National Academy of Sciences Award for the Industrial Application of Science
- 1999 Arthur C. Cope Award (American Chemical Society)
- 1999 Edward E. Smissman Bristol Myers Squibb Award (American Chemical Society Division of Medicinal Chemistry)
- 2000 National Medal of Science
- 2002 Willard Gibbs Medal (American Chemical Society, Chicago Section)
- 2003 American Institute of Chemists Gold Medal (American Institute of Chemists)
- 2004 Mendel Medal (Villanova University)
- Ehrendoktorwürden: 1969 Oberlin College, 1996 University of Wisconsin, Madison, 1997 Medical University of South Carolina

## Mitgliedschaften
- 1981 American Academy of Arts and Sciences
- 1999 National Academy of Sciences
- 2001 Institute of Medicine
- American Chemical Society
- American Association for the Advancement of Science
- American Society of Biological Chemists